# Artyom Smirnov
Bản mẫu:Eastern Slavic name
Artyom Aleksandrovich Smirnov (tiếng Nga: Артём Александрович Смирнов; sinh ngày 6 tháng 1 năm 1989) là một cầu thủ bóng đá người Nga. Anh thi đấu cho F.K. Baltika Kaliningrad.